# Campionato Sammarinese (2009/2010)
W sezonie 2009/2010 rozegrano 25. edycja jedynej klasy rozgrywkowej piłki nożnej w San Marino – Campionato Sammarinese. Rozgrywki rozpoczęły się 19 września 2009, a zakończyły 31 maja 2010. W sezonie brało udział 15 zespołów. Tytuł obroniła drużyna SP Tre Fiori.

## Zasady rozgrywek
W rozgrywkach wzięło udział 15 drużyn, walczących o tytuł mistrza San Marino w piłce nożnej. Uczestnicy rozdzieleni zostali na 2 grupy (8 i 7 zespołów) – każda z drużyn rozegrała po 2 mecze z przeciwnikami w swojej grupie oraz po 1 z zespołami innej grupy (razem, odpowiednio 21 lub 20 spotkań). 3 najlepsze drużyny z obu grup awansowały do rundy play-off, której zwycięzca został mistrzem kraju i otrzymał prawo gry w I rundzie kwalifikacyjnej Ligi Mistrzów UEFA, zaś przegrany finalista mógł wystąpić w II rundzie kwalifikacyjnej Ligi Europy UEFA (dzięki temu, że mistrz – SP Tre Fiori – został równocześnie zdobywcą Pucharu San Marino 2009/2010).
Z uwagi na brak niższej klasy rozgrywkowej, żadna z drużyn nie ulegała degradacji. Uczestniczyły wszystkie drużyny z poprzedniego sezonu, nastąpiły jednak zmiany w składzie grup sezonu zasadniczego:
1. z grupy A do B przeniesiono zespoły: AC Libertas, SS Pennarossa i SP Tre Penne;
2. z grupy B do A przeniesiono zespoły: SP Cailungo, SS Cosmos, SS Folgore/Falciano, SS Murata i SS San Giovanni.

Zamieniono ponadto liczbę drużyn należących do danej grupy – w sezonie 2009/2010 w grupie A wystąpiło 8 zespołów, w B – 7.

## Drużyny
| Uczestnicy poprzedniej edycji                                                                                 | Uczestnicy poprzedniej edycji | Uczestnicy poprzedniej edycji | Uczestnicy poprzedniej edycji |
| --- | ----------------------------- | ----------------------------- | ----------------------------- |
| VIR | AC Virtus                     | 1A                            |                               |
| TPE | SP Tre Penne                  | 2A                            |                               |
| J/D | AC Juvenes/Dogana             | 3A                            |                               |
| PEN | SS Pennarossa                 | 4A                            |                               |
| LFI | SP La Fiorita                 | 5A                            |                               |
| LIB | AC Libertas                   | 6A                            |                               |
| DOM | FC Domagnano                  | 7A                            |                               |
| TFI | SP Tre Fiori                  | 1B                            |                               |
| MUR | SS Murata                     | 2B                            |                               |
| FAE | SC Faetano                    | 3B                            |                               |
| COS | SS Cosmos                     | 4B                            |                               |
| FOL | SS Folgore/Falciano           | 5B                            |                               |
| CAI | SP Cailungo                   | 6B                            |                               |
| FIO | FC Fiorentino                 | 7B                            |                               |
| SGI | SS San Giovanni               | 8B                            |                               |
| Oznaczenia: - kolumna pierwsza – skróty nazw drużyn, - kolumna trzecia – miejsce zajęte w poprzednim sezonie. |                               |                               |                               |

Uwagi:
1. litera przy miejscu zajętym przez daną drużynę w poprzednim sezonie oznacza grupę, do której należała;
2. na mapie oznaczono siedziby klubów, których drużyny uczestniczą w Campionato Sammarinese. Mecze w ramach tych rozgrywek odbywały na 6 stadionach:

- - Stadio Olimpico (Serravalle),
  - Campo di Fiorentino (Fiorentino),
  - Campo di Acquaviva (Chiesanuova),
  - Campo di Dogana (Serravalle),
  - Campo Fonte dell’Ovo (Domagnano),
  - Campo di Serravalle „B” (Serravalle).

## Sezon zasadniczy

### Grupa A
| Lp. | Drużyna               | M  | Z  | R | P  | Bramki | Bramki | Różn. | Pkt | Uwagi                  |
| --- | --------------------- | -- | -- | - | -- | ------ | ------ | ----- | --- | ---------------------- |
| 1   | SS Cosmos (A)         | 21 | 11 | 5 | 5  | 32     | 24     | +8    | 38  | Play-off o mistrzostwo |
| 2   | FC Domagnano (A)      | 21 | 10 | 7 | 4  | 32     | 21     | +11   | 37  | Play-off o mistrzostwo |
| 3   | AC Juvenes/Dogana (A) | 21 | 10 | 6 | 5  | 34     | 20     | +14   | 36  | Play-off o mistrzostwo |
| 4   | SS Murata             | 21 | 9  | 6 | 6  | 35     | 21     | +14   | 33  |                        |
| 5   | SP La Fiorita         | 21 | 8  | 8 | 5  | 33     | 30     | +3    | 32  |                        |
| 6   | AC Virtus             | 21 | 7  | 5 | 9  | 27     | 29     | −2    | 26  |                        |
| 7   | SP Cailungo           | 21 | 2  | 3 | 16 | 12     | 43     | −31   | 9   |                        |
| 8   | SS San Giovanni       | 21 | 1  | 5 | 15 | 18     | 50     | −32   | 8   |                        |

### Grupa B
| Lp. | Drużyna              | M  | Z  | R  | P  | Bramki | Bramki | Różn. | Pkt | Uwagi                                       |                        |
| --- | -------------------- | -- | -- | -- | -- | ------ | ------ | ----- | --- | ------------------------------------------- | ---------------------- |
| 1   | SP Tre Penne (A)     | 20 | 15 | 3  | 2  | 55     | 22     | +33   | 48  | Liga Europy UEFA • II runda kwalifikacyjna  | Play-off o mistrzostwo |
| 2   | SC Faetano (A)       | 20 | 12 | 4  | 4  | 41     | 20     | +21   | 40  | Liga Europy UEFA • I runda kwalifikacyjna   | Play-off o mistrzostwo |
| 3   | SP Tre Fiori (M) (A) | 20 | 11 | 5  | 4  | 26     | 14     | +12   | 38  | Liga Mistrzów UEFA • I runda kwalifikacyjna | Play-off o mistrzostwo |
| 4   | SS Pennarossa        | 20 | 9  | 7  | 4  | 30     | 25     | +5    | 34  |                                             |                        |
| 5   | AC Libertas          | 20 | 3  | 10 | 7  | 22     | 29     | −7    | 19  |                                             |                        |
| 6   | FC Fiorentino        | 20 | 4  | 1  | 15 | 17     | 45     | −28   | 13  |                                             |                        |
| 7   | SS Folgore/Falciano  | 20 | 2  | 5  | 13 | 21     | 42     | −21   | 11  |                                             |                        |

## Wyniki
Każda z drużyn rozegrała po dwa mecze z przeciwnikami ze swojej grupy oraz po jednym z zespołami drugiej grupy.
| Gospodarz \ Gość    | CAI | COS | DOM | FAE | FIO | FOL | J/D | LFI | LIB | MUR | PEN | SGI | TFI | TPE | VIR |
| SP Cailungo         |     | 0:2 | 1:2 | 0:2 |     | 2:2 | 1:3 | 1:2 |     | 1:3 |     | 1:1 |     | 0:4 | 0:1 |
| SS Cosmos           | 1:0 |     | 1:0 | 2:2 |     |     | 0:2 | 0:0 | 2:1 | 1:0 |     | 4:3 | 2:1 |     | 1:1 |
| FC Domagnano        | 2:1 | 1:1 |     |     |     | 1:1 | 1:1 | 4:1 | 1:0 | 1:0 | 0:0 | 6:1 |     |     | 2:2 |
| SC Faetano          |     |     | 3:0 |     | 4:2 | 2:0 | 0:1 |     | 2:2 | 0:2 | 1:1 | 1:0 | 1:0 | 3:2 |     |
| FC Fiorentino       | 1:2 | 0:2 | 1:3 | 0:2 |     | 4:3 | 1:0 |     | 1:2 |     | 0:4 |     | 0:2 | 0:2 |     |
| SS Folgore/Falciano |     | 0:3 |     | 0:0 | 3:0 |     | 1:4 | 2:4 | 1:0 |     | 1:2 | 1:1 | 0:1 | 0:1 |     |
| AC Juvenes/Dogana   | 4:0 | 1:0 | 0:1 |     |     |     |     | 1:1 | 1:2 | 2:2 | 2:2 | 4:1 | 0:0 |     | 0:2 |
| SP La Fiorita       | 3:0 | 2:1 | 1:1 | 1:2 | 3:2 |     | 0:1 |     |     | 1:3 | 3:2 | 1:1 |     | 2:3 | 1:0 |
| AC Libertas         | 0:0 |     |     | 4:3 | 1:1 | 1:1 |     | 1:2 |     |     | 1:1 | 2:2 | 1:3 | 1:1 | 0:3 |
| SS Murata           | 4:0 | 0:1 | 2:1 |     | 0:2 | 6:1 | 2:2 | 1:1 | 0:0 |     |     | 5:0 | 1:1 |     | 2:1 |
| SS Pennarossa       | 2:0 | 3:2 |     | 0:5 | 2:0 | 2:1 |     |     | 1:1 | 1:0 |     |     | 0:0 | 0:4 | 2:1 |
| SS San Giovanni     | 0:1 | 1:3 | 1:2 |     | 0:1 |     | 0:3 | 3:3 |     | 0:1 | 0:3 |     | 0:2 | 0:4 | 3:1 |
| SP Tre Fiori        | 2:0 |     | 0:0 | 3:2 | 2:0 | 3:0 |     | 0:0 | 1:0 |     | 2:1 |     |     | 1:4 | 1:0 |
| SP Tre Penne        |     | 5:2 | 2:1 | 0:3 | 6:0 | 2:1 | 3:1 |     | 2:2 | 3:0 | 1:1 |     | 2:1 |     |     |
| AC Virtus           | 2:1 | 1:1 | 1:2 | 0:3 | 2:1 | 3:2 | 0:1 | 1:1 |     | 1:1 |     | 1:0 |     | 3:4 |     |

Źródło: 
Objaśnienia:
1Drużyna gospodarzy jest wymieniona po lewej stronie tabeli.
Kolory: zielony – zwycięstwo gospodarzy, żółty – remis, różowy – zwycięstwo gości.

## Faza play-off
Mistrz San Marino został wyłoniony systemem play-off, składającym się z 6 rund.
Uczestnicy:
- SS Cosmos – zwycięzca grupy A,
- SP Tre Penne – zwycięzca grupy B,
- FC Domagnano – 2. drużyna grupy A,
- SC Faetano – 2. drużyna grupy B,
- AC Juvenes/Dogana – 3. drużyna grupy A,
- SP Tre Fiori – 3. drużyna grupy B.

### Pierwsza runda
Wolny los – zwycięzcy grup. Mecze zostały rozegrane 3 i 4 maja 2010.
| Drużyna 1    | Wynik | Drużyna 2         |
| ------------ | ----- | ----------------- |
| FC Domagnano | 0:2   | SP Tre Fiori      |
| SC Faetano   | 2:0   | AC Juvenes/Dogana |

### Druga runda
Wolny los – zwycięzcy grup. Pokonany w meczu nr 4 odpadł z dalszej rywalizacji. Mecze zostały rozegrane 7 i 8 maja 2010.
| Drużyna 1         | Wynik                | Drużyna 2    |
| ----------------- | -------------------- | ------------ |
| SC Faetano        | 0:0 (dogr.) (k. 3:0) | SP Tre Fiori |
| AC Juvenes/Dogana | 2:4                  | FC Domagnano |

### Trzecia runda
Udział w fazie play-off rozpoczęli zwycięzcy grup. Pokonany w meczu nr 5 odpadł z dalszej rywalizacji. Mecze zostały rozegrane 11 i 13 maja 2010.
| Drużyna 1    | Wynik       | Drużyna 2    |
| ------------ | ----------- | ------------ |
| FC Domagnano | 0:3         | SP Tre Fiori |
| SP Tre Penne | 3:0 (dogr.) | SS Cosmos    |

### Czwarta runda
Pokonany w meczu nr 7 odpadł z dalszej rywalizacji, zwycięzca meczu nr 8 przeszedł do finału. Mecze zostały rozegrane 17 i 21 maja 2010.
| Drużyna 1    | Wynik | Drużyna 2  |
| ------------ | ----- | ---------- |
| SP Tre Fiori | 1:0   | SS Cosmos  |
| SP Tre Penne | 1:0   | SC Faetano |

### Półfinał
Pokonany odpadł z dalszej rywalizacji, zwycięzca przeszedł do finału. Mecz został rozegrany 25 maja 2010.
| Drużyna 1    | Wynik | Drużyna 2  |
| ------------ | ----- | ---------- |
| SP Tre Fiori | 2:1   | SC Faetano |

### Finał
Zwycięzca otrzymał tytuł mistrza kraju i prawo gry w I rundzie kwalifikacyjnej Ligi Mistrzów UEFA, przegrany mógł wystąpić w II rundzie kwalifikacyjnej Ligi Europy UEFA.
| 31 maja 2010 21:00 CET | SP Tre Penne · Mirko Palazzi 80' | 1:2 (dogr.)(0:1, 1:1) | SP Tre Fiori · 18' 103' Sossio Aruta | Stadio Olimpico, Serravalle |
|                        |                                  |                       |                                      |                             |

## Najlepsi strzelcy sezonu zasadniczego
| Bramki | Piłkarz           | Drużyna           |
| ------ | ----------------- | ----------------- |
| 13     | Simone Parma      | SP La Fiorita     |
| 12     | Valentin Grigore  | SS Pennarossa     |
| 12     | Calogero Maggiore | SS Cosmos         |
| 11     | Mohammed Zaboul   | SS Murata         |
| 11     | Marco Fantini     | AC Juvenes/Dogana |
| 11     | Mirko Palazzi     | SP Tre Penne      |
| 11     | Maurizio Di Giuli | SP Tre Penne      |

Źródło: